# Тит Пактумей Магн
Тит Пактумей Магн (лат. Titus Pactumeius Magnus) — римский политический деятель второй половины II века.
О происхождении Магна нет никаких сведений. В 176—179 годах он находился на посту префекта Египта. В 183 году Магн занимал должность консула-суффекта вместе с Луцием Септимием Флакком. Он был казнен по приказу императора Коммода вместе со многими другими сенаторами консульского ранга. Дочерью Тита была Пактумея Магна. Известно также о его вольноотпущеннике Пактумее Андросфене.